# Église Saint-Martin de Vigneux-Hocquet
L'église Saint-Martin est une église située à Vigneux-Hocquet, en France.

## Description
- L'église fortifiée fait partie du réseau de protection des forts-églises de la vallée de la Serre, développé et généralisé dans la région au cours du XVIe siècle et duXVIIe siècle.

La tradition locale raconte qu'un tunnel creusé sous le village permettait aux habitants assiégés par des pillards de se sauver depuis l'église pour sortir dans les prés de l'autre côté du bois du Val-Saint-Pierre, à l'endroit où se trouvent des bâtiments ecclésiastiques.
- Une association Les Amis de l'Église fortifiée participe activement à la restauration de ce beau monument. Elle comporte un donjon du XIVe siècle, le chœur du XVIe, la nef est plus récente, XIXe.

## Localisation
L'église est située sur la commune de Vigneux-Hocquet, dans le département de l'Aisne.

### Galerie

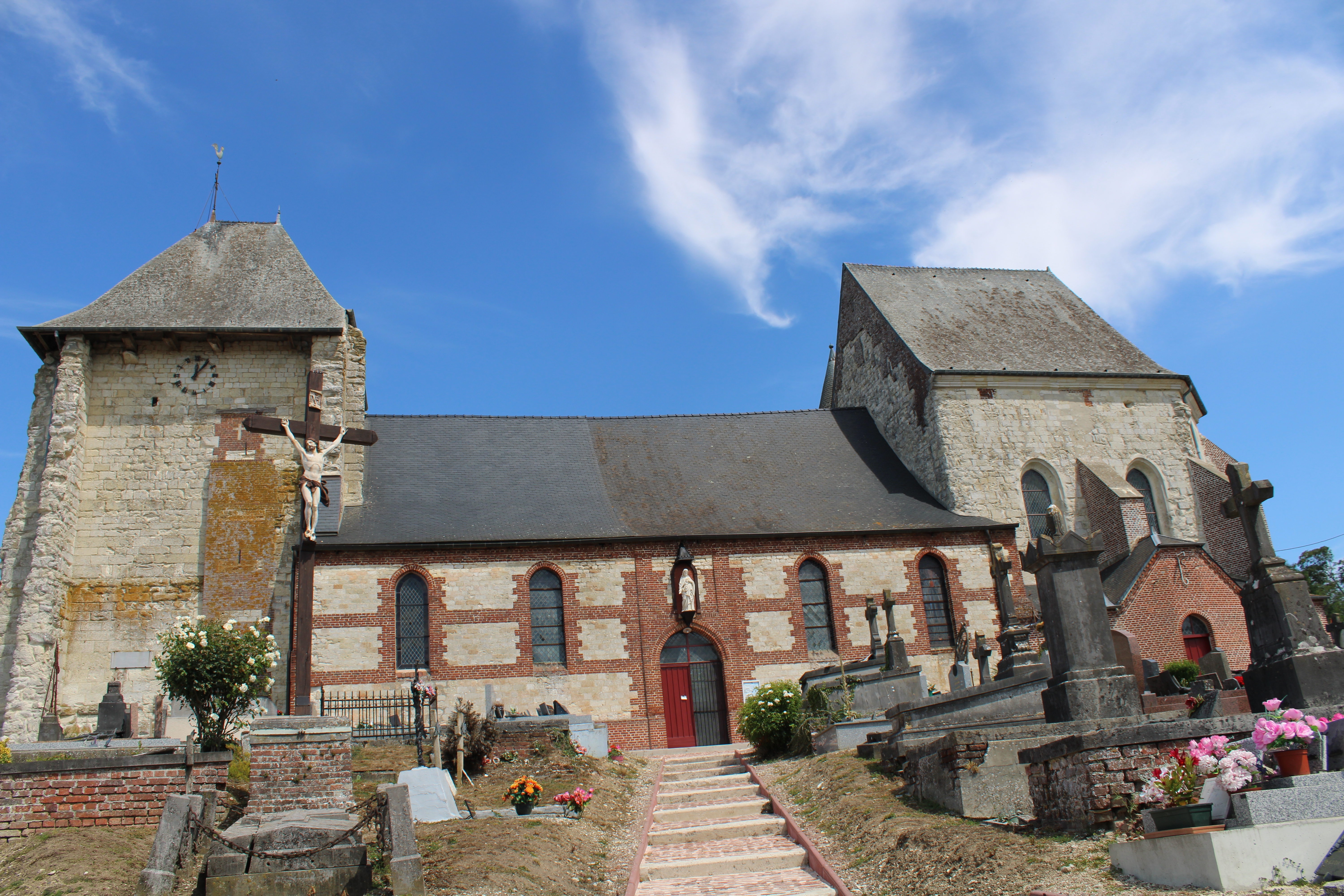
Vue latérale : à gauche, le donjon fortifié en pierre calcaire, à droite, le chœur lui aussi fortifié qui datent du XVIe siècle. Au centre, la nef en pierre et brique est de construction plus récente.
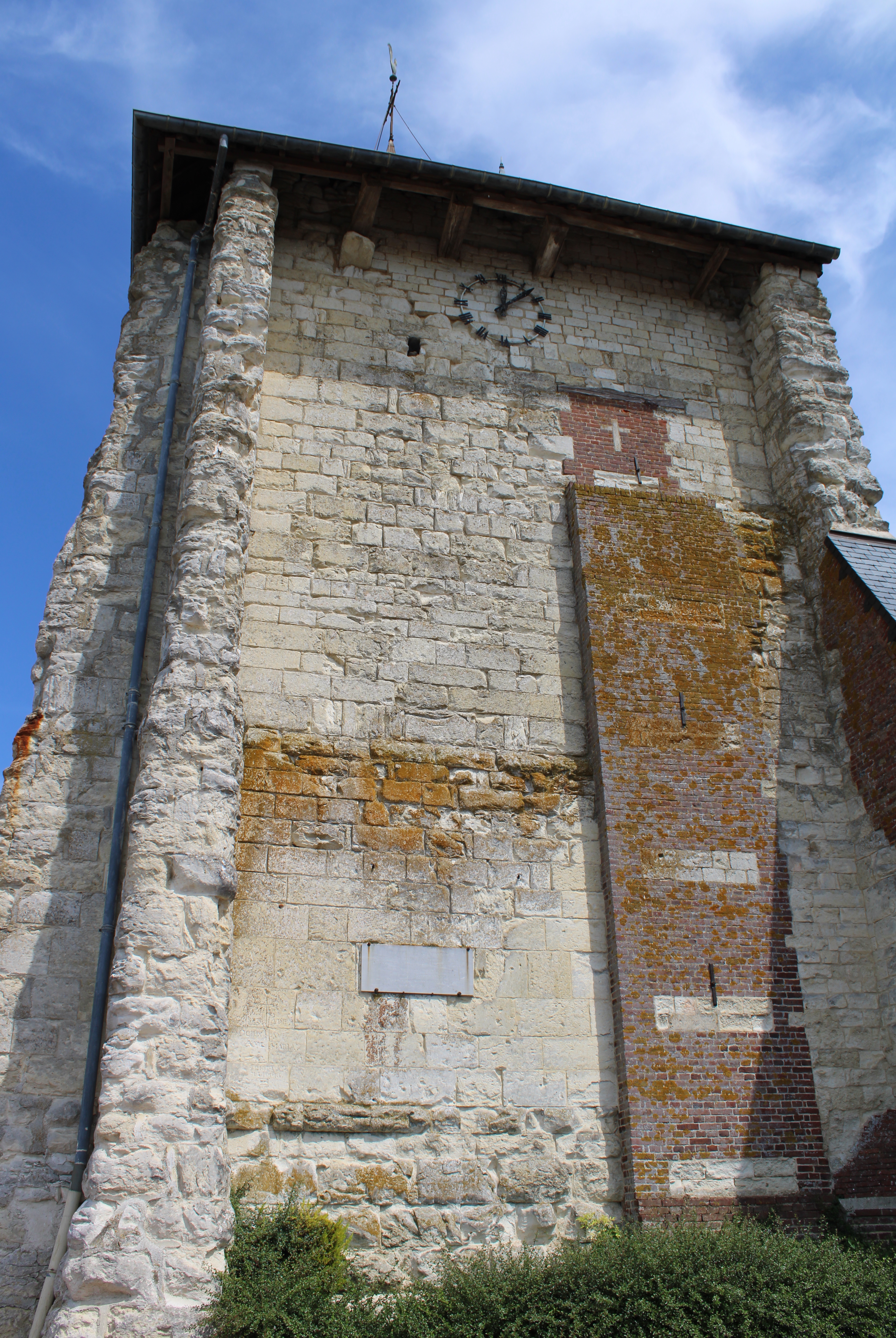
Le donjon carré en pierre calcaire au sommet duquel on accède à la salle de refuge par un passage situé au-dessus de la nef.
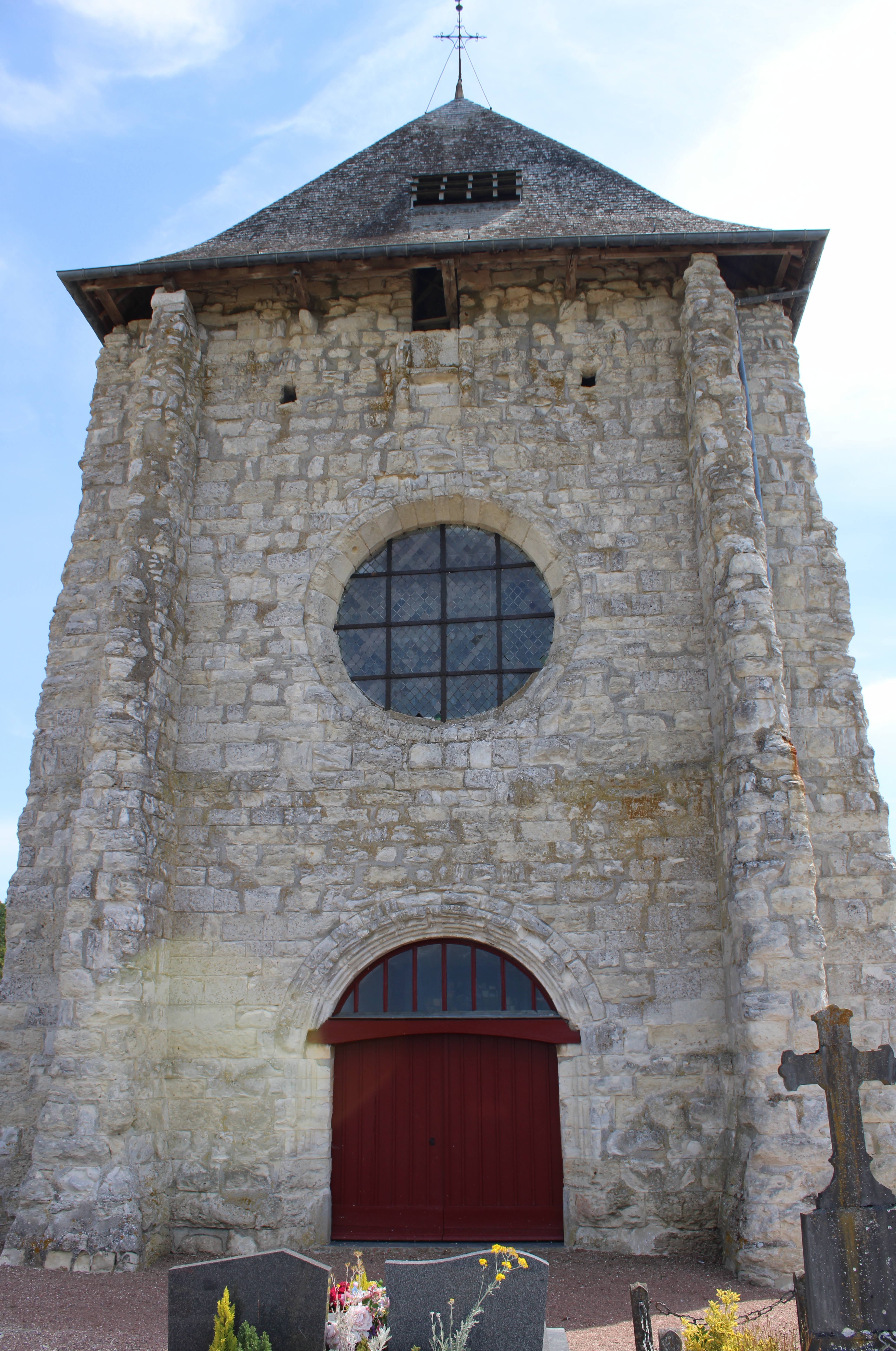
Le donjon carré soutenu par huit contreforts en pierre. Au sommet se trouve la salle de refuge avec deux meurtrières.
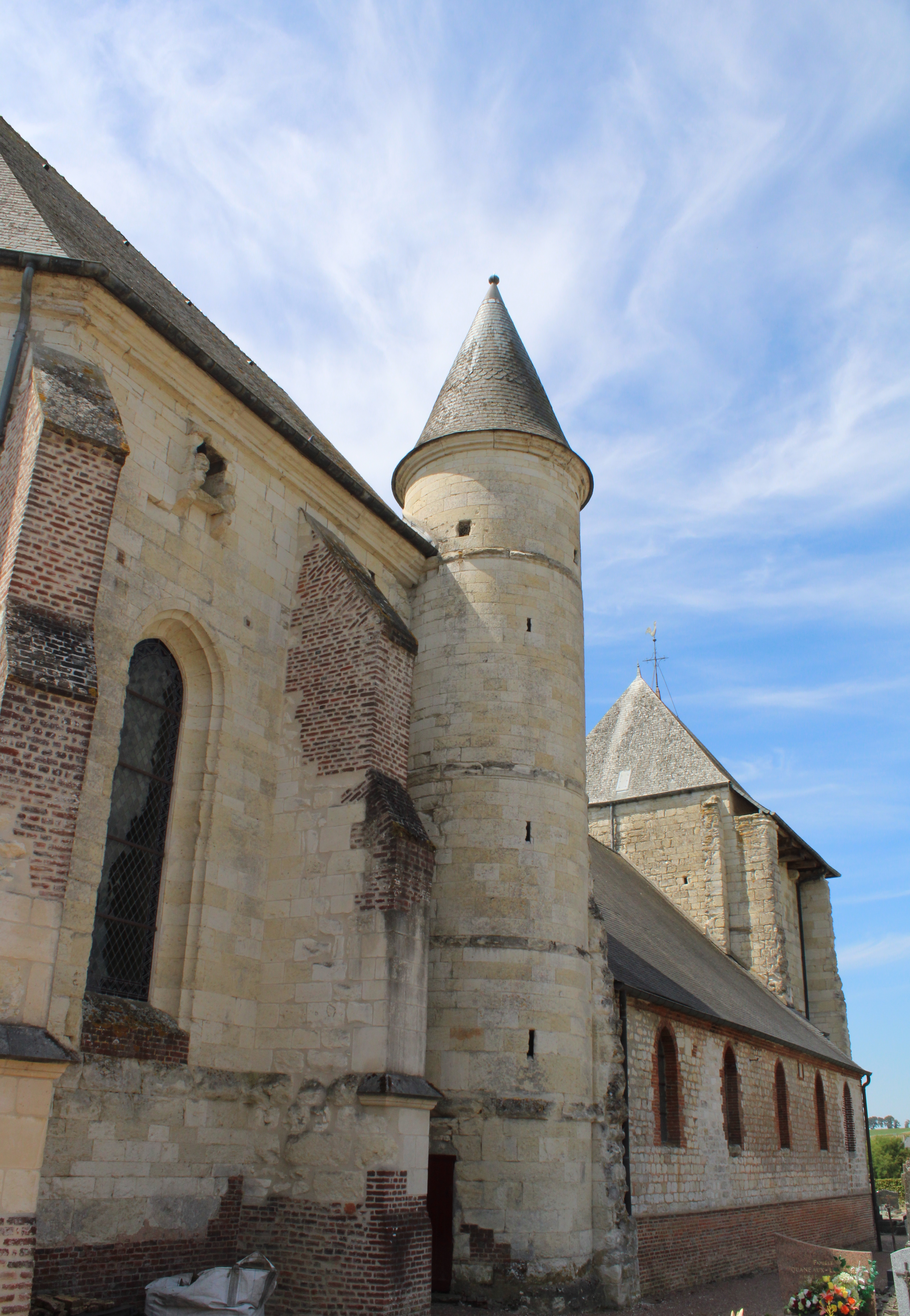
Une tour extérieure en pierre percée de meurtrières permet d'accéder à la salle de refuge qui se trouve au-dessus de la nef.
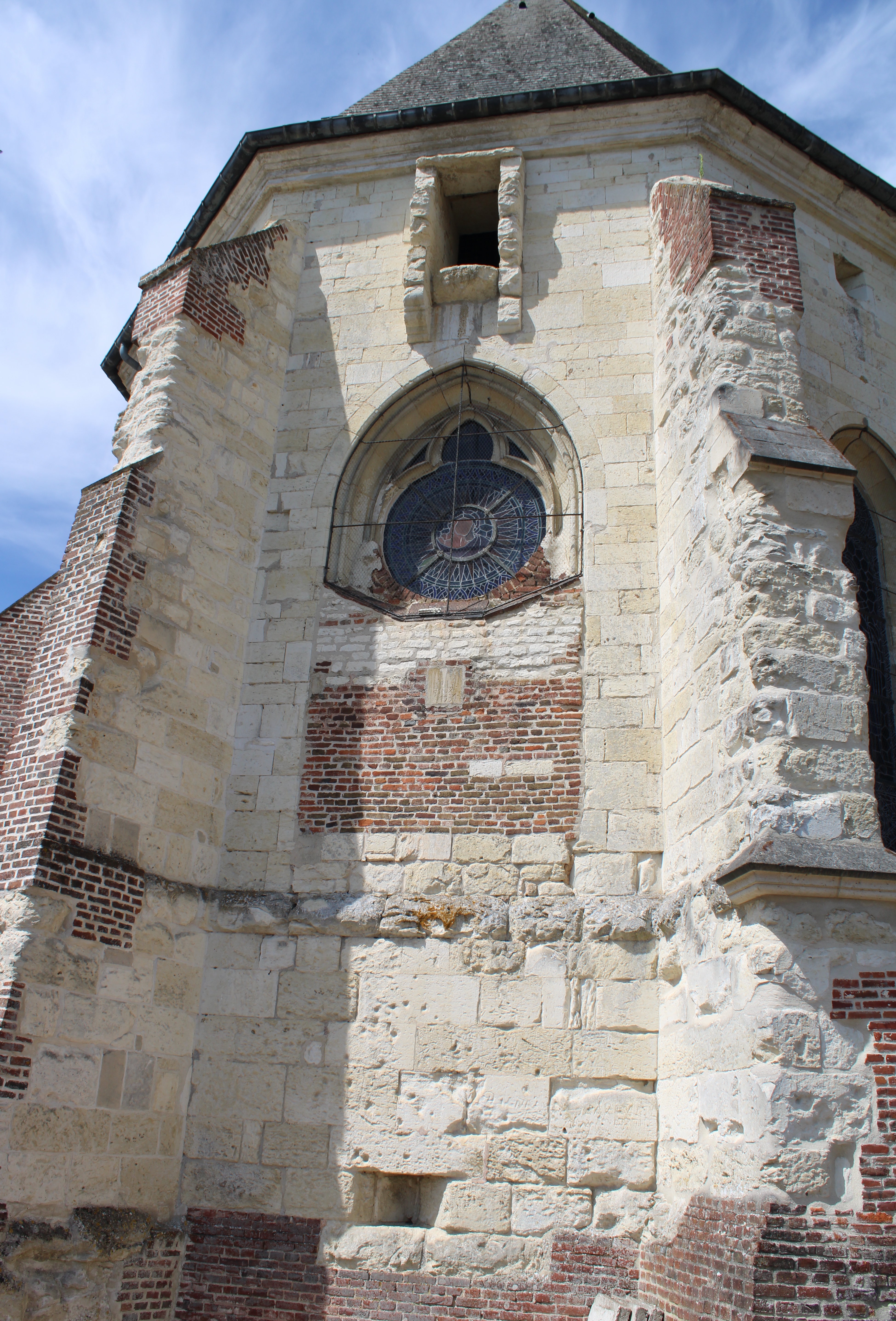
Le chevet fortifié de l'église avec une meurtrière à hauteur d'homme et au sommet, une bretèche qui permettait de jeter des pierres sur les assaillants éventuels et qui servait également de latrines.

### Galerie: intérieur de l'église

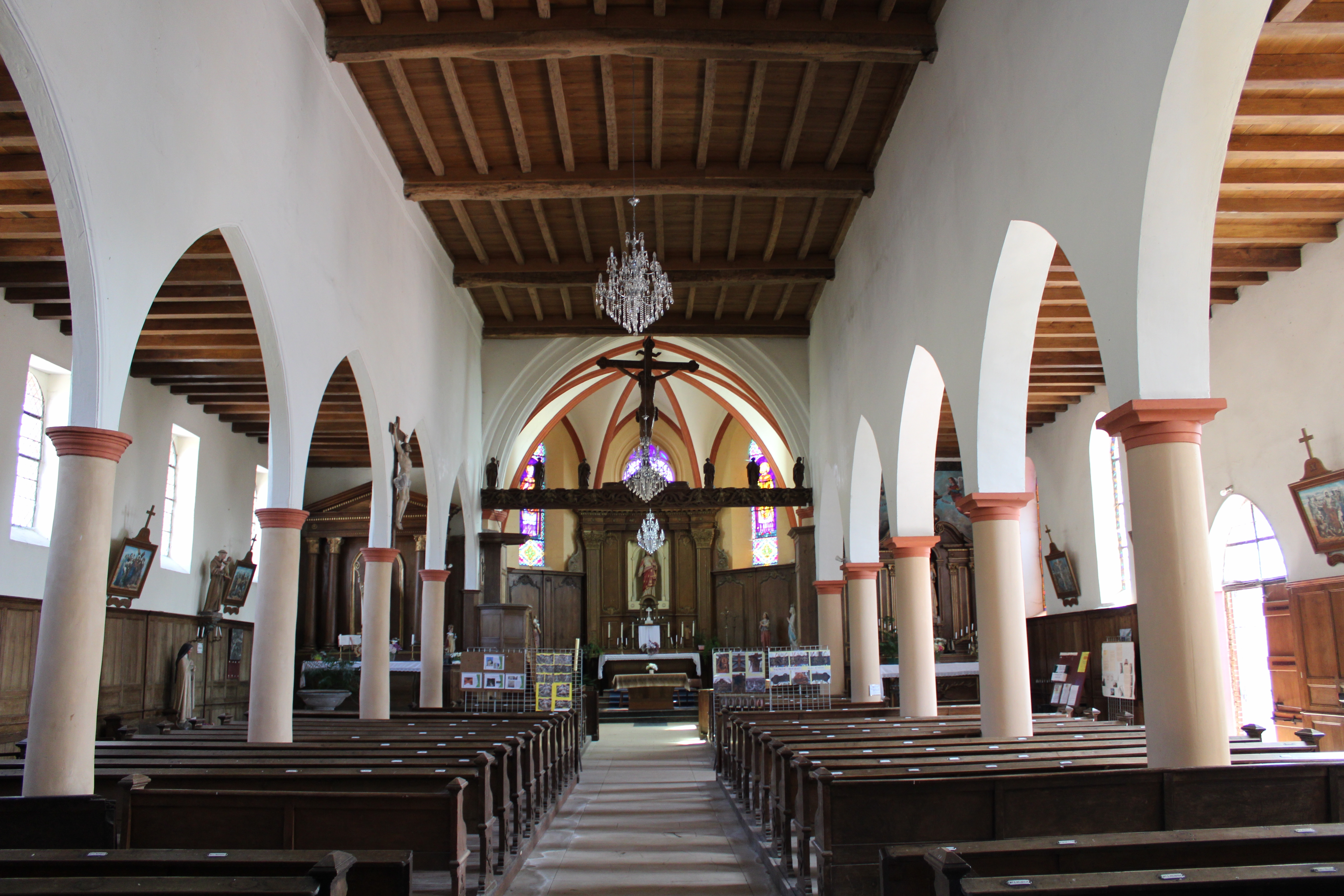
La nef, flanquée de ses deux bas-côtés, date du XIXe siècle.
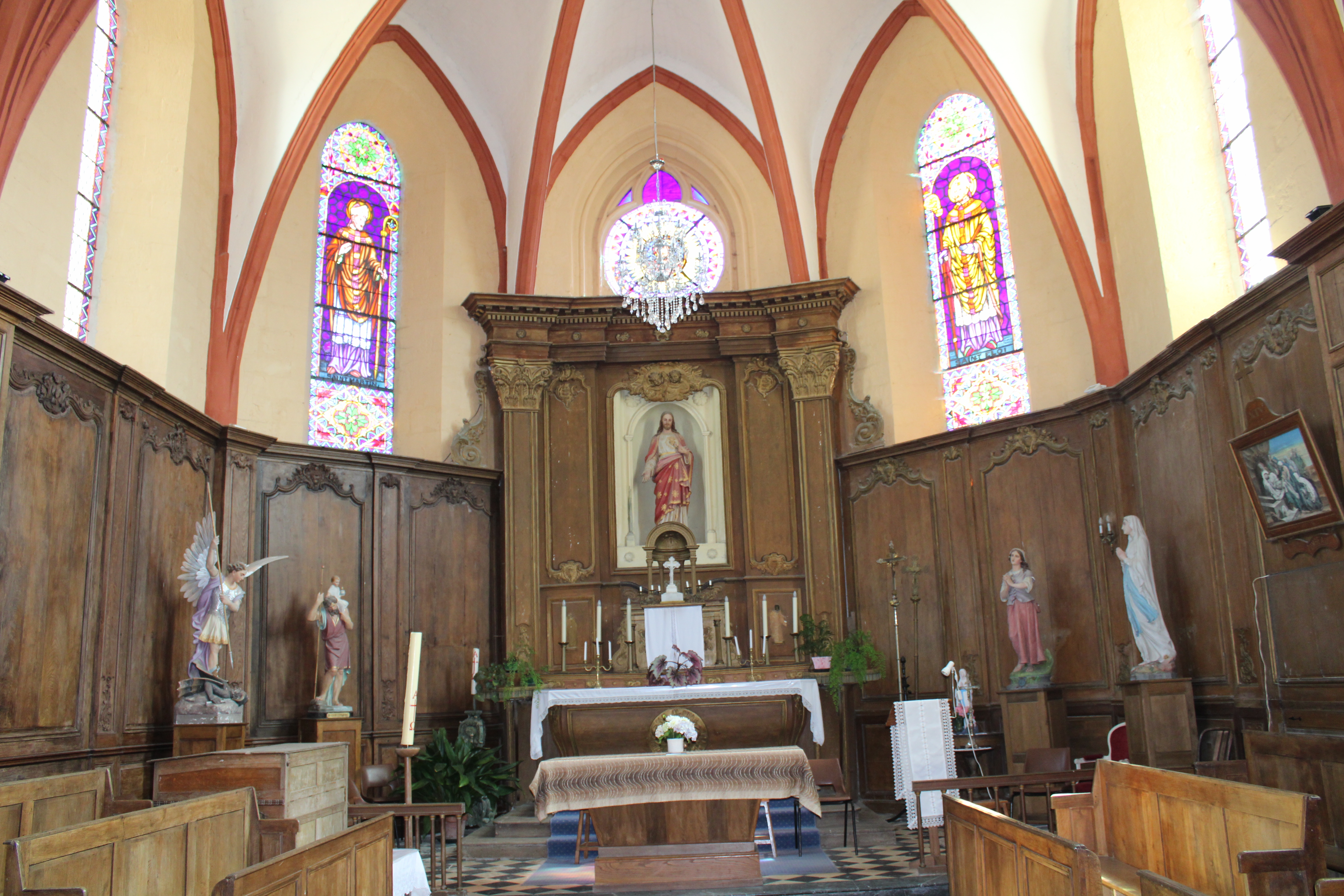
Le chœur.
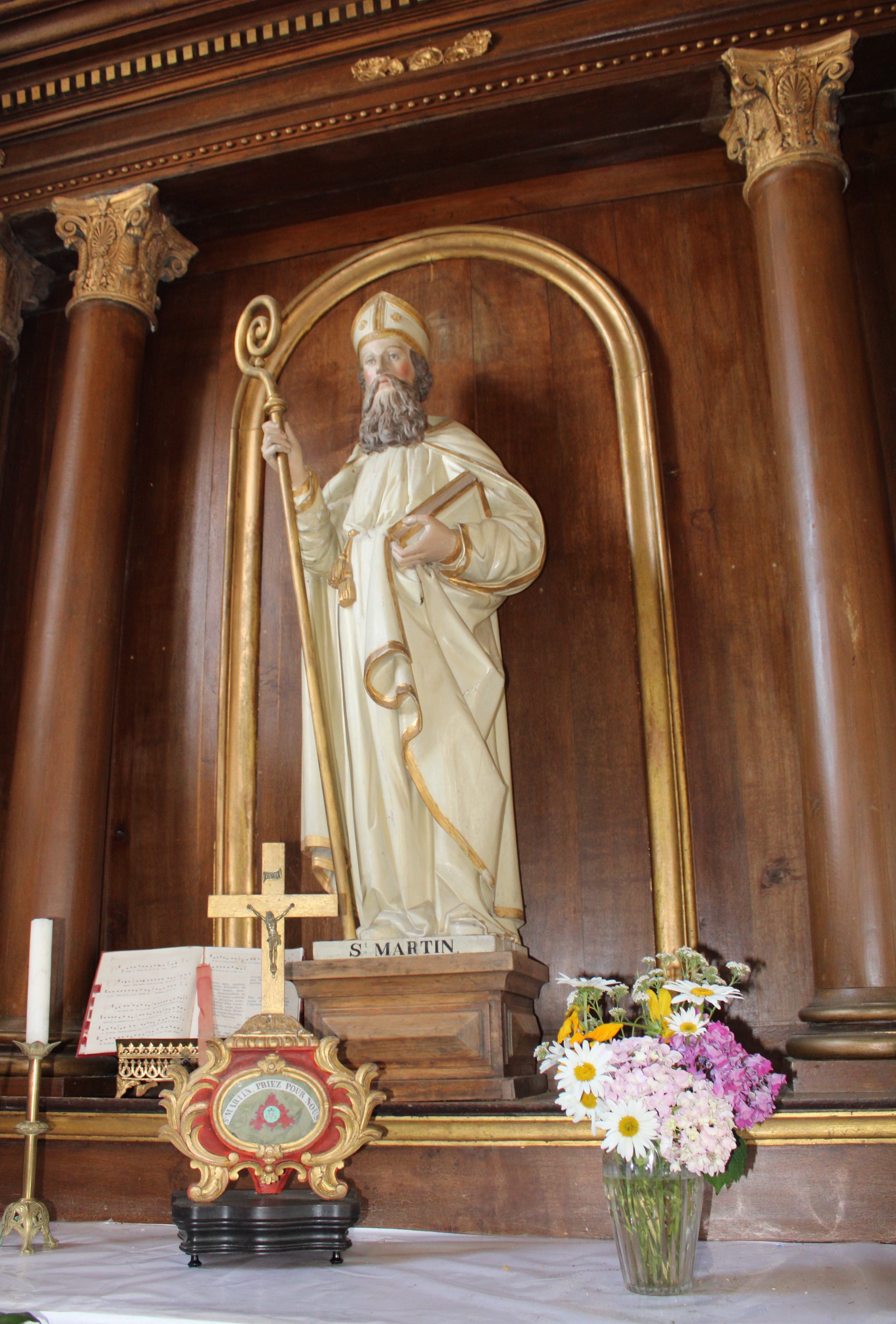
Statue de saint Martin.
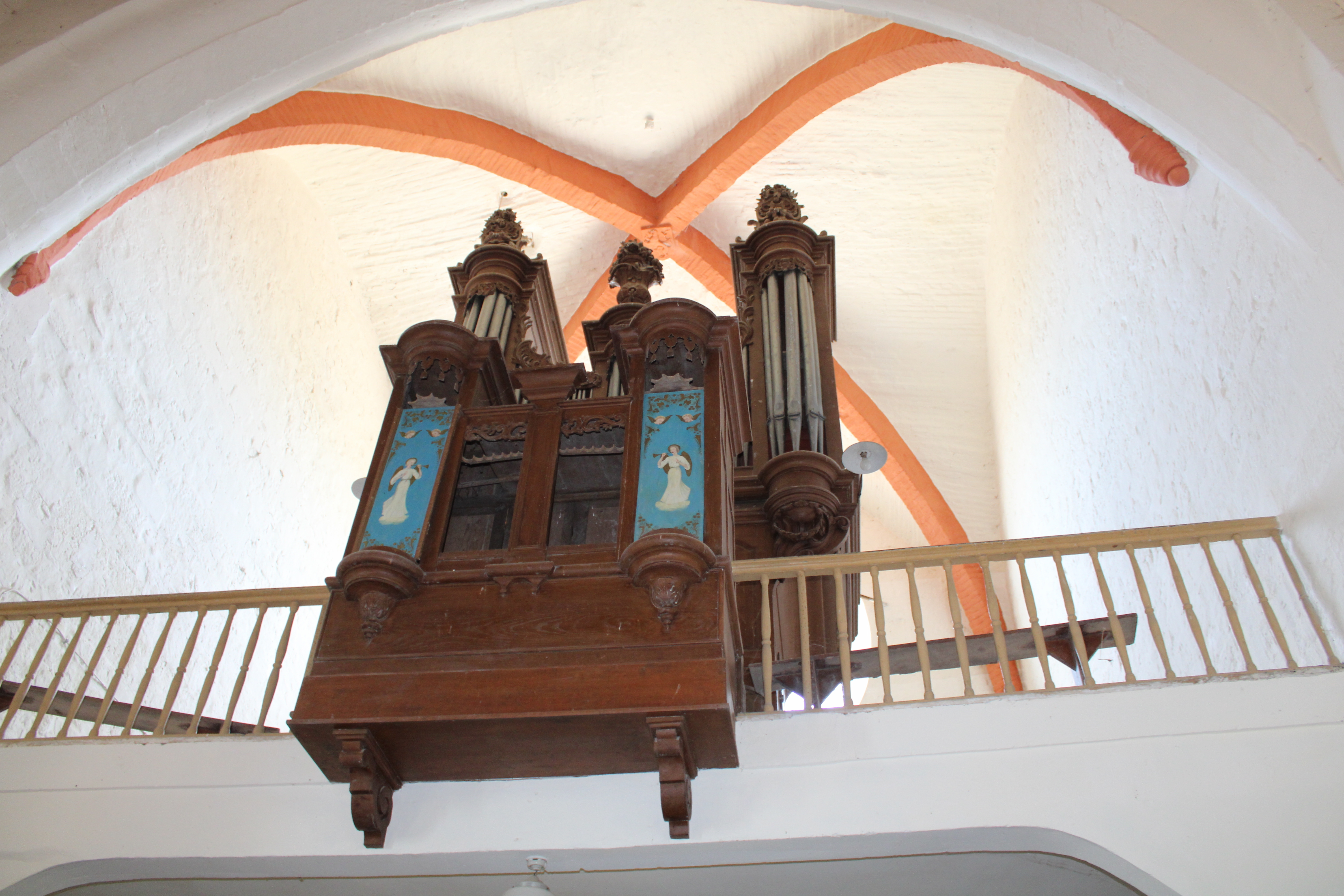
L'orgue.

## Historique
Avant la Révolution, le patronage, possibilité de présenter à l'évêque, pour qu'il l'ordonne, le desservant d'une église, de la cure de Saint-Martin de Vigneux appartenait au chapitre de Rozoy qui dîmait dans cette paroisse pour 2/9 ; le curé, pour 3/9 et le prieur de sainte Léocade, pour 4/9. Dix arpents de terre à la solle et vingt verges de pré étaient attachés à la cure qui, suivant une déclaration du 25 septembre 1728, produisait annuellement 371 livres.
Le monument est inscrit au titre des monuments historiques en 1987.